# The Hangover (альбом Обі Трайса)
The Hangover — четвертий студійний альбом американського репера Обі Трайса, що вийшов на лейблі Black Market Entertainment 7 серпня 2015 р. Виробник і дистриб'ютор CD: INgrooves Music Group. 21 червня платівка стала приступною для попереднього замовлення на iTunes і Google Play. В оформленні використано обкладинки попередніх робіт: Cheers, Second Round's on Me та Bottoms Up.

## Передісторія
Виконавець обрав назву The Hangover, щоб дотриматися традиції присвоєння платівкам назв на алкогольну тематику. 30 липня 2012 Обі анонсував плани видати реліз наступного року, згадавши продакшн Warren G. 15 лютого 2015 оприлюднили «Same Shit». 25 березня репер сповістив про готовість альбому.

## Список пісень
| #   | Назва                                       | Продюсер(и) | Тривалість |
| --- | ------------------------------------------- | ----------- | ---------- |
| 1.  | «Intro»                                     |             | 0:18       |
| 2.  | «Chuuuurch»                                 |             | 5:33       |
| 3.  | «Bruh Bruh»                                 |             | 3:31       |
| 4.  | «Obie's Tidal»                              |             | 0:45       |
| 5.  | «So High» (з участю Drey Skonie)            |             | 4:10       |
| 6.  | «Good Girls»                                | Magnedo7    | 3:07       |
| 7.  | «Dealer» (з участю Young Buck та Tone Tone) | Millz       | 4:04       |
| 8.  | «GMA (The Speech)»                          | Mr. Porter  | 3:53       |
| 9.  | «So Long» (з участю Gwenation)              |             | 3:46       |
| 10. | «P8tience» (з участю P8tience)              |             | 3:28       |
| 11. | «Same Shit» (з участю Young Zeether)        |             | 4:11       |
| 12. | «Detroit State of Mind» (з участю J-Nutty)  |             | 4:06       |
| 13. | «Bang»                                      |             | 3:05       |
| 14. | «I'm Home» (з участю Estelle)               |             | 4:38       |